# Eva Jeníčková
Eva Jeníčková, také Ava Jansen (* 5. srpna 1964 Praha) je česko-americká herečka a tanečnice.

## Život
V 15 letech hrála ve filmu Tři od moře. Její nejznámější rolí je studentka Marika Kardová ve Smyczkově filmu Sněženky a machři z roku 1982. O rok později hrála roli Vendulky utěšitelky v Kleinově komedii Jak básníci přicházejí o iluze.
Absolventka pražské DAMU (1986, obor herectví ), později vystupovala i jako tanečnice. V roce 1989 odjela na Fulbrightovo stipendium do Spojených států amerických, poté dva roky působila v Hamburku. V současnosti žije v USA, kde působí jako herečka. Byla provdaná za režiséra Viktora Tauše, s nímž se v roce 2016, poté, co začal chodit s jinou herečkou – Klárou Melíškovou, rozvedla.